# Kruczeneć
Kruczeneć (ukr. Крученець) – wieś na Ukrainie, w obwodzie żytomierskim, w rejonie żytomierskim, w hromadzie Olijiwka. W 2001 liczyła 251 mieszkańców, spośród których 248 wskazało jako ojczysty język ukraiński, a 3 rosyjski.